# Crotalaria rosenii
Crotalaria rosenii là một loài thực vật có hoa trong họ Đậu. Loài này được (Pax) Polhill miêu tả khoa học đầu tiên.